# Tehniška univerza v Delftu
Tehniška univerza v Delftu (nizozemsko Technische Universiteit Delft [ˈtɛxnisə ˌynivɛrsiˈtɛi̯t ˈdɛl(ə)ft]), znana tudi kot TU Delft, je največja in najstarejša nizozemska javna tehniška univerza. Sedež ima v Delftu na Nizozemskem. Ima 8 fakultet in več raziskovalnih inštitutov Obiskuje jo 19.000 študentov na nižji in višji stopnji, zaposluje pa več kot 3.300 znanstvenikov in 2.200 podpornega osebja.
Univerzo je 8. januarja 1842 ustanovil kralj Viljem II. Nizozemski, in sicer kot Kraljevo akademijo za šolanje uradnikov, poslanih v Nizozemsko Vzhodno Indijo. Uspešne raziskave in širitev učnega načrta so privedli do nastanka Politehniške šole 1864. Ta je 1905 pridobila pravice univerze in se preimenovala v Tehniški inštitut,  1986 pa v Tehniško univerzo v Delftu. Univerza je članica nekaj univerzitetnih združenj, med njimi IDEA League, CESAER, UNITECH in 3TU.
Tehniška univerza v Delftu se povezuje z Nobelovimi nagrajenci, kot so: Jacobus Henricus van 't Hoff, Heike Kamerlingh Onnes in Simon van der Meer.